# Коряки
Коряки, або алюторці, нимилани, чавчувени — народ півночі Далекого Сходу Азії. Єдиної самоназви не мали, існували тільки групові самоназви: чавчив, чавчу, «оленяр», «багатий оленями»; намилгин, «місцевий житель», поселянин; нимилг-аремку, ремку чавчив, «кочівний житель», та ін.

## Історія
Традиційно народ залежно від роду занять і способу життя ділився на дві групи — кочівників-оленярів та осілих мешканців узбережжя, що займалися морським промислом.

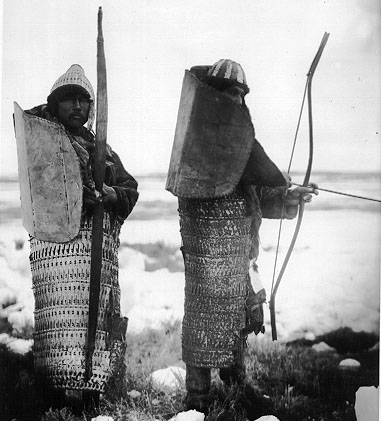
Коряцькі воїни в традиційних обладунках

Перші згадки про коряків з'являються в документах середини XVII століття, коли почалися їх контакти з сибірськими козаками та московськими землепроходцями. Такі згадки залишив Семен Дежньов та Михайло Стадухін
1650 року почалося підкорення коряків козаком Володимиром Атласовим. Періоди визнання коряками влади Москви змінювалися повстання та збройними конфліктами. У 1680 році коряки вперше спробували захопити російське зимовище на Пенжинські губі. У 1680—1690 роках московські воєводи здійснили проти них понад 20 походів. 1697 року Атласов здійснив великий похід проти коряків. останні 1699 року напади на загін московитів, що поверталися зі здобиччя з Камчатки, знищивши загарбників. У відповідь 1700 року боярський син Тимофій Кобелев знищив городище коряків Кохчі.
У 1700—1716 роках відбулося 31 збройне зіткнення між росіянами і коряками. У 15 випадках перемога дісталася росіянам, в 10 — коряками і 6 закінчилися нічиєю. Попри часті збройні сутички, на відміну від чукчів коряки жодного разу не виступили узгоджено. Деяка частина коряків не виступала проти російських, навпаки, рятувала їх від своїх войовничо налаштованих родичів. Акланські коряки діяли спільно з росіянами проти пенжинських коряків в 1705, 1706, 1708 і 1714 роках.
З 1708 року російські колонізатори стали докладати значні зусилля з підкорення коряків в районах, що межували з Камчаткою. У 1708—1709 роках здійснено великий похід проти пенжинських коряків, а 1713—1715 роках — проти алюторських коряків. Наслідком цього стало об'єднання різних груп коряків проти зовнішнього ворога, в 1715 році вже відбувся спільний виступ оленних і осілих алюторських, апукінських, акланських і каменських коряків, завдяки чому останні захопили та знищили Олюторський острог.
Втім з 1710 року коряки вимушені були також воювати проти чукчів та юкагірів. Цим скористалися росіяни, які до 1720 року підкорили коряків. Надалі, останні до 1730 року виступали спільно з росіянами проти чукчів. Втім, з середини 1730-х років конфлікти з російською адміністрацією поновилися. Наслідком стало повстання 1745—1757 років. 1764 року імператорським указом Катерини II було оголошено про прийняття коряків в російське підданство.
Надалі відбувалося поступове посилення влади, яке посилилося після укладання з чукчами 1778 року мирного договору. Значну роль у приборканні коряків відіграла споювання горілкою.
Відомо, що у 1854 році під час нападу англо-французької ескадри на Петропавлівську фортецю на Камчатці в її обороні брали участь й коряки.

## Територія

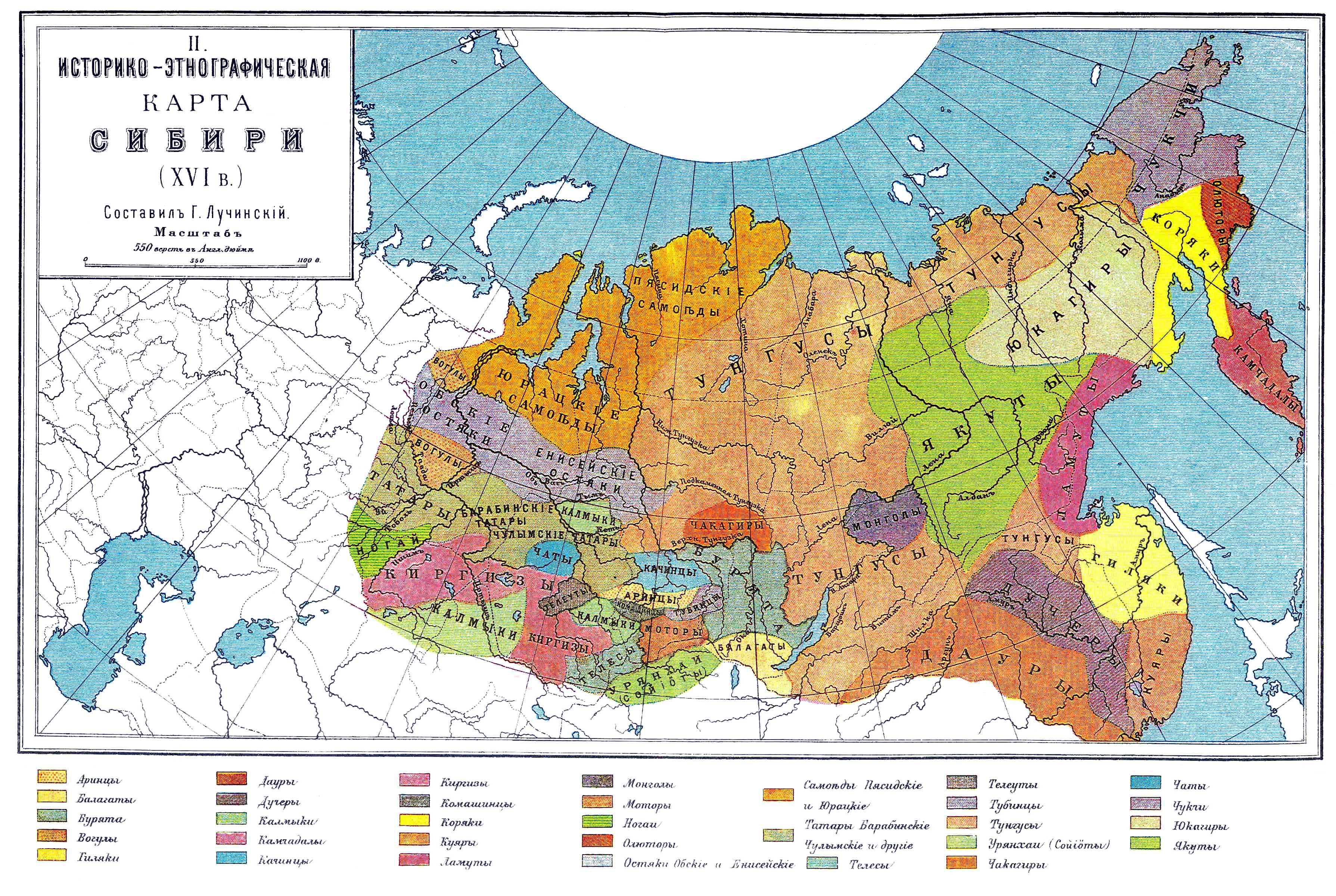
Етнічна мапа (бл. 1900 р.) Сибіру з територією розселення коряків у XVI ст. до російської експансії.

Коряки це корінне населення суб'єкта РФ Камчатського краю.
Також, коряки живуть в Чукотському автономному окрузі і Магаданській області (Північно-Евенський район).

## Чисельність

Коряки в національному одязі

Загальна чисельність — близько 9 тис. осіб (8743 по перепису населення 2002 року), чисельність в Камчатськім краї — 7,3 тисячі осіб (2002).
Чисельність коряків у Російській імперії/СРСР/Росії

## Мова
Коряцька мова належить до чукотсько-коряцької гілки чукотсько-камчатської сім'ї. Часто групу діалектів коряцької мови виділяють в окрему алюторську мову, якою розмовляє значна частина коряків.

## Релігія
Серед віруючих переважають православні, але традиційно ще сильні позиції шаманізму, також поширені промислові культи, є елементи анімізму та ін.